# Lakselvs flygplats, Banak
Lakselvs flygplats, Banak (norska: Lakselv lufthavn, Banak) är en större regional flygplats som ligger 1,5 kilometer norr om tätorten Lakselv i Porsangers kommun i Finnmark fylke i norra Norge. I marknadsföring kallas även flygplatsen för North Cape Airport.

## Destinationer
Uppgifter från november 2009.

### Inrikes
| - Alta (Widerøe) - Kirkenes (Widerøe) - Tromsø (Widerøe) - Vadsø (Widerøe) |